# Buslijn 6 (Wijgmaal - Leuven - Neervelp - Hoegaarden)
Dit overzicht is mogelijk incompleet; u kunt helpen door het uit te breiden.
Buslijn 6 is een streeklijn van Wijgmaal naar Hoegaarden via Leuven en Neervelp. Een groot deel van de reisweg loopt gemeenschappelijk met lijnen lijn 4 en lijn 5

## Dienstregeling
Er zijn geen ritten op zon- en feestdagen.

## Geschiedenis

### 1997
Op 22 februari 1997 werden de toenmalige lijnen 5 en 17 (Leuven - Meldert) omgezet in de lijnen 4, 5 en 6, waarbij lijn 6 nog het meest overeenkomst vertoonde met de voormalige lijn 17

## Route
- Dynamische kaart op Openstreetmap met mogelijkheid tot inzoomen, omgeving bekijken en export als GPX

## Trivia
- Lijn 6 heeft een kort lijnnummer, terwijl korte lijn nummers meestal worden gebruikt voor stadsdiensten.
- De reisweg van lijn 6 is 36 km.

## Externe verwijzingen
- haltelijst
- routeplan
- Website De Lijn